# 吉岡剛 (柔道)
吉岡 剛（よしおか つよし、1956年7月20日 - 2020年2月23日）は、日本の柔道家。階級は重量級。現役時代は身長185cm。体重145kg。全日本柔道連盟副会長。徳山大学経済学部教授。

## 経歴
長崎市出身。嘉穂高校2年の時に金鷲旗の準決勝で九州学院高校と対戦すると、超高校級と話題の1年生である山下泰裕を判定ながら破るも、決勝では鹿児島実業高校に敗れて2位だった。インターハイの団体戦では優勝した。新人体重別の重量級でも優勝を飾った。3年の時にはインターハイの団体戦で2連覇を飾ると、個人戦決勝ではこの年の全日本選手権に高校生ながら出場を果たして話題となった関高校3年の松井勲を破って、団体戦との2冠を達成した。なお、この時期は山下、松井とともに｢高校3羽ガラス｣とも称されていた。新人体重別でも決勝で松井を破って2連覇を成し遂げた。さらに、初開催となった世界ジュニアでは重量級で優勝を飾り初代チャンピオンとなった。
1975年に中央大学法学部へ進学すると、全日本学生選手権の無差別では1年生ながら決勝まで進むが、自らより60kg近く軽い東海大学4年の知念利和に敗れて2位にとどまった。新人体重別では決勝で東海大相模高校3年の山下に敗れて2連覇はならなかった。2年の時には全日本学生柔道優勝大会の決勝で東海大学を破って優勝を果たした。全日本学生選手権では決勝で東海大学1年の山下に判定で敗れて2年連続2位に終わった。新人体重別では決勝で山下に反則負けを喫して2位だった。3年の時には全日本学生柔道優勝大会の決勝で東海大学に敗れて2連覇はならなかった。全日本学生選手権では決勝で山下を2-1の微妙な判定ながら破って初優勝を果たした。これで山下との対戦成績は2勝6敗となった(この後、203連勝を成し遂げることになる山下が最後に負けた相手が今大会における吉岡だった)。さらにフランス国際でも優勝を飾った。4年の時には選抜体重別で3位になった。世界学生では2位にとどまった。
引退後は徳山大学の柔道部監督を務めた。また、同大学経済学部の教授ともなった。
2020年2月23日、肝硬変のため山口県周南市の病院で死去。63歳没。

## 主な戦績
- 1973年 -　金鷲旗　2位　鹿児島実業
- 1973年 -　インターハイ　団体戦　優勝

重量級での戦績
- 1973年 -　新人体重別　優勝
- 1974年 -　インターハイ　個人戦　優勝　団体戦　優勝
- 1974年 -　新人体重別　優勝　松井
- 1974年 -　インターハイ　個人戦　優勝　団体戦　優勝
- 1974年 -　世界ジュニア　優勝
- 1975年 -　全日本学生柔道選手権大会　2位(無差別)
- 1975年 -　新人体重別　2位　山下
- 1976年 -　全日本学生柔道優勝大会　優勝　東海
- 1976年 -　全日本学生柔道選手権大会　2位(無差別)
- 1976年 -　全日本新人体重別　2位
- 1977年 -　全日本学生柔道優勝大会　2位
- 1977年 -　全日本学生柔道選手権大会　優勝(無差別)

95kg超級での戦績
- 1978年 -　フランス国際　優勝
- 1978年 -　選抜体重別　3位
- 1978年 -　世界学生　2位
- 1979年 -　ハンガリー国際　3位